# سپتامبر (ترانه ارت، ویند اند فایر)
«سپتامبر» (به انگلیسی: September) ترانه‌ای از گروه موسیقی فانک ارت، ویند اند فایر است که در ۱۸ نوامبر ۱۹۷۸ توسط کلمبیا رکوردز منتشر شد.
این ترانه در چارت‌های، جزو ده ترانه اول قرار گرفت.